# Frederick Russell Burnham

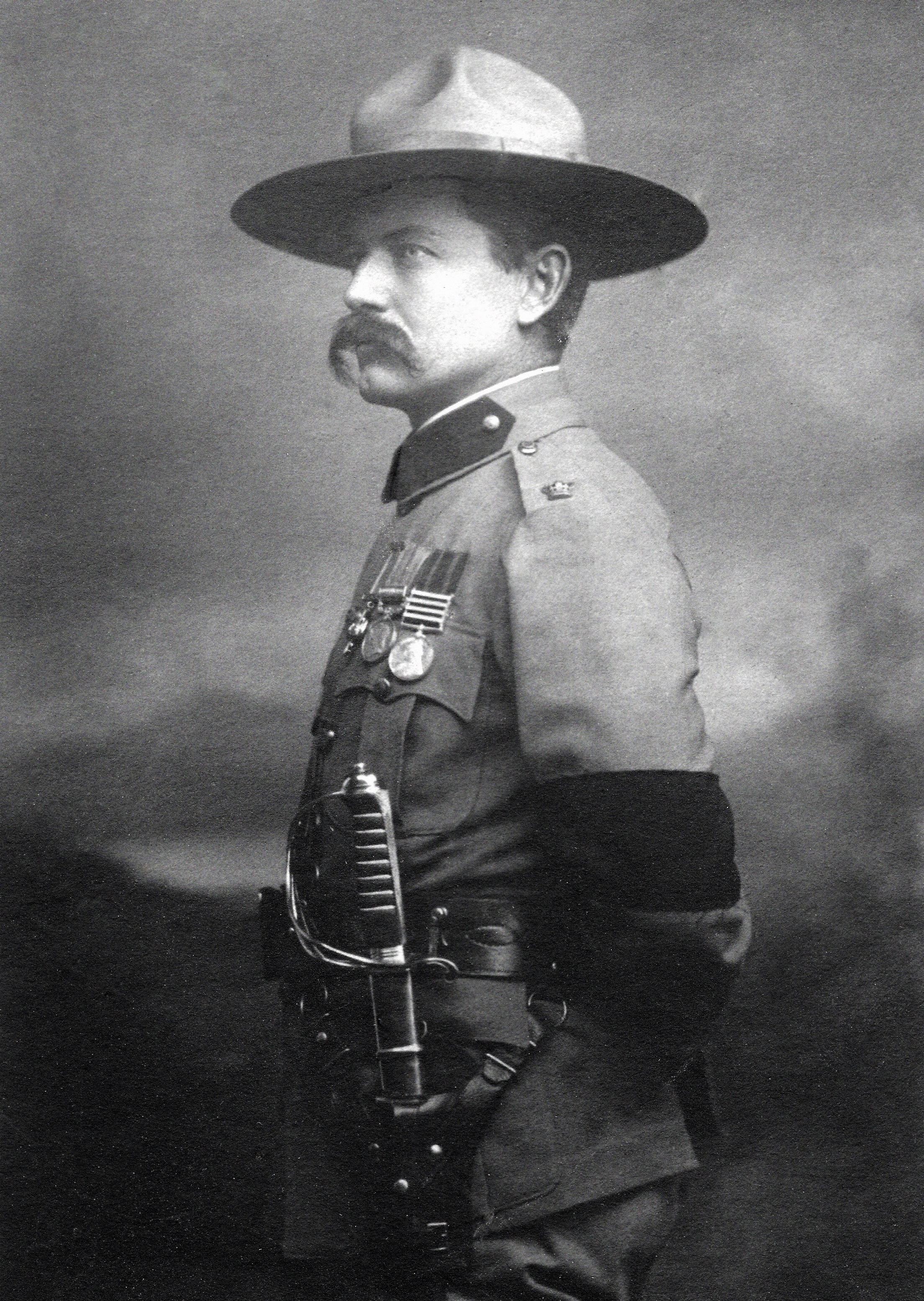
Major Frederick Russell Burnham, Chefsspejare.

Frederick Russell Burnham, DSO, född 11 maj 1861 i Tivoli i Blue Earth County i Minnesota, död 1 september 1947 i Santa Barbara i Kalifornien, var en amerikansk scout (i betydelsen rekognoserande spejare). Han är en av förebilderna till Indiana Jones och scoutrörelsen i USA och gick under epitetet ”den mest fulländade människa som någonsin levt”.
Burnham har beskrivits som ryttaren på gränsen till mörkret – en äventyrare, legoknekt och scout som kände till ”de mörkaste skuggorna i det mörkaste av Afrika”. Han kom till Mashonaland 1893 och spejade åt Victoria Column under Matabelekriget och undkom katastrofen med Shangani Patrol (hela gruppen stupade efter lång kamp). Under Matabeleupproret var han spejare åt Bulawayo Field Force. Han var även chefsspejare åt Lord Roberts under boerkriget. År 1904 återvände Burnham till USA och avled i Santa Barbara, Kalifornien 1947. Han skrev verket “Scouting on Two Continents”.